# Castillo Stewart

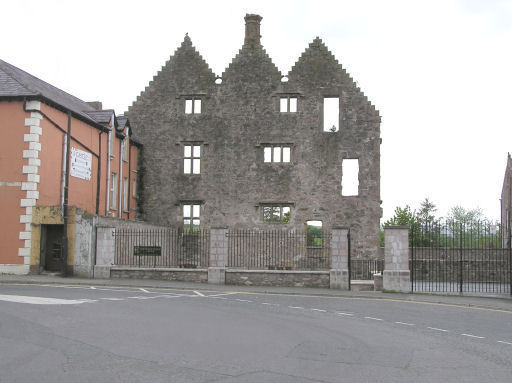
Castillo Stuart en Tyrone, Irlanda del Norte

El Castillo Stewart (también conocido como el Castillo Newtownstewart) está ubicado en Newtownstewart, en el condado de Tyrone, en Irlanda del Norte. Fue construido en 1619 por Sir Robert Newcomen al estilo de mansión inglesa. Tuvo algunos daños durante la Rebelión irlandesa de 1641 y su captura subsecuente por parte de Sir Phelim O'Neill, y en 1689 en el retorno del rey Jaime II de Inglaterra de la Toma de Derry. El rey ordenó que el Castillo Stewart, y el pueblo fueran quemados. En la calle principal parte del casco del castillo aún permanece.
La plantación Newtownstewart del castillo está bajo el cuidado de Monumento Histórico Nacional en el pueblo Newtownstewart, en el área de la Junta Local de Strabane, con la referencia: H4020 8583.